# Pålänge
Pålänge (skrivet Påläng till 2023) är en tätort i Nederkalix distrikt i Kalix kommun.

## Om orten
I orten finns en lanthandel sedan februari 2024. 

## Historia
I 1543 års jordabok över Västerbotten har Pålänge fyra åbor. Vid den första kartläggningen över byn 1647 återfinns de sex hemman som räknas som stamhemman i byn.
Det fanns en fiskfabrik på orten, men den är nedlagd. En Konsumbutik fanns i byn länge, men lades ner november 2005.
Byns namn skrivs lokalt även som Pålänge eller Puling.

### Skola i Pålänge
1881 uppfördes den första skolbyggnaden i Pålänge. Detta skedde efter att man i fyra år tvistat om var den skulle hamna. 1897 blir det en fast folkskola i Pålänge, vilket innebar att byn nu hade undervisning varje år.
1930 invigdes den nya skolan, och den gamla skolan flyttades bort till Kalixvägen där den blev Pålänge Folkets hus. 2011 var sista året det fanns kommunal skola i Pålänge.

### Befolkningsutveckling
| Befolkningsutvecklingen i Påläng/Pålänge 1950–2020      | Befolkningsutvecklingen i Påläng/Pålänge 1950–2020 | Befolkningsutvecklingen i Påläng/Pålänge 1950–2020 | Befolkningsutvecklingen i Påläng/Pålänge 1950–2020 | Befolkningsutvecklingen i Påläng/Pålänge 1950–2020 |
| ------------------------------------------------------- | -------------------------------------------------- | -------------------------------------------------- | -------------------------------------------------- | -------------------------------------------------- |
|                                                         |                                                    |                                                    |                                                    |                                                    |
| År                                                      |                                                    |                                                    | Folkmängd                                          | Areal (ha)                                         |
| 1950                                                    | 1950                                               |                                                    | 515                                                | ##                                                 |
| 1960                                                    | 1960                                               |                                                    | 364                                                |                                                    |
| 1965                                                    | 1965                                               |                                                    | 338                                                |                                                    |
| 1970                                                    | 1970                                               |                                                    | 285                                                |                                                    |
| 1975                                                    | 1975                                               |                                                    | 282                                                |                                                    |
| 1980                                                    | 1980                                               |                                                    | 304                                                |                                                    |
| 1990                                                    | 1990                                               |                                                    | 281                                                | 89                                                 |
| 1995                                                    | 1995                                               |                                                    | 295                                                | 89                                                 |
| 2000                                                    | 2000                                               |                                                    | 291                                                | 89                                                 |
| 2005                                                    | 2005                                               |                                                    | 291                                                | 89                                                 |
| 2010                                                    | 2010                                               |                                                    | 278                                                | 89                                                 |
| 2015                                                    | 2015                                               |                                                    | 224                                                | 73                                                 |
| 2020                                                    | 2020                                               |                                                    | 223                                                | 73                                                 |
| Anm.: ## Som tätort/befolkningsagglomeration 1920–1950. |                                                    |                                                    |                                                    |                                                    |

## Kojan på berget
I Pålänge är Kojan på Berget ett centrum i naturen som byggdes på 1970-talet på Degertjärnberget som numera är till för allmänheten och kan besökas året runt. Journalisten Gunnar Isacson (Född och uppväxen i Påläng) har skrivit en bok om just Kojan på Berget fast tillsammans med många andra böcker som utspelar sig på olika orter i Kalix Kommun.